# Darlingia

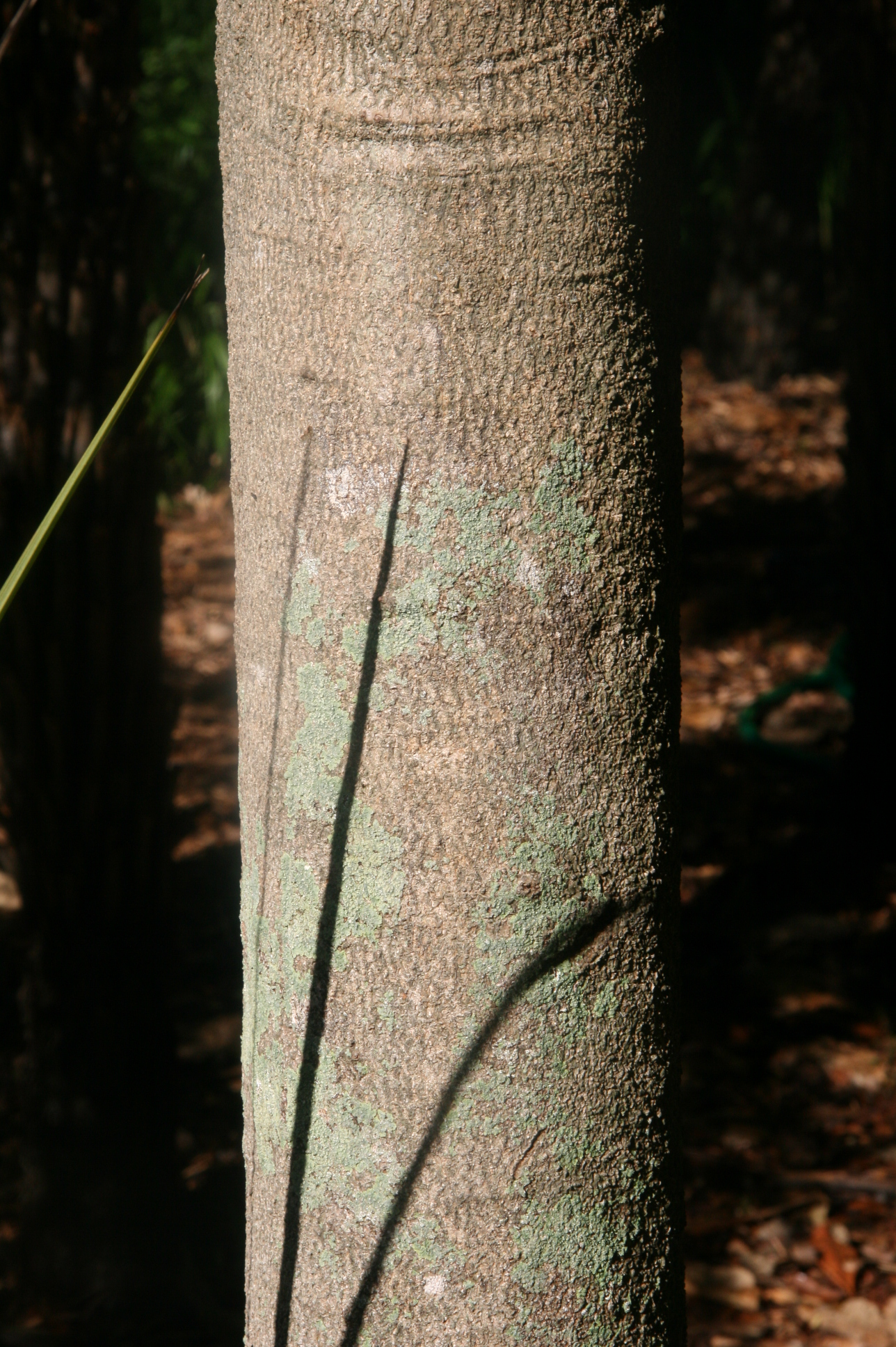
Pień gatunku Darlingia ferruginea

Darlingia F. Muell. – rodzaj roślin z rodziny srebrnikowatych (Proteaceae). Obejmuje co najmniej 2 gatunki występujące endemicznie w północno-wschodniej Australii.

## Systematyka
Pozycja i podział rodziny według Angiosperm Phylogeny Website (aktualizowany system APG III z 2009)
Rodzaj z rodziny srebrnikowatych stanowiącej grupę siostrzaną dla platanowatych, wraz z którymi wchodzą w skład rzędu srebrnikowców, stanowiącego jedną ze starszych linii rozwojowych dwuliściennych właściwych. W obrębie rodziny rodzaj stanowi klad bazalny w plemieniu Roupalinae L.A.S. Johnson & B.G. Briggs, 1975. Plemię to klasyfikowane jest do podrodziny Grevilleoideae Engl., 1892.
Wykaz gatunków
- Darlingia darlingiana (F.Muell.) L.A.S.Johnson
- Darlingia ferruginea J.F.Bailey